# Danh sách giống chuối

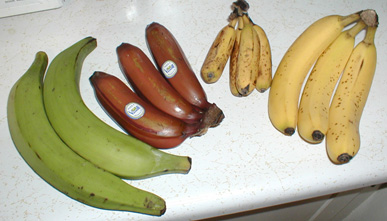
Từ trái sang phải: chuối nấu ăn, chuối đỏ, chuối Latundan và chuối Cavendish

Dưới đây là danh sách giống chuối và các nhóm được phân loại. Hầu hết tất cả các giống chuối và chuối nấu ăn được trồng hiện đại đều là giống lai và thể đa bội của hai loài chuối hoang dã có hạt là Musa acuminata và Musa balbisiana. Chuối trồng trọt hầu như không có hạt và do đó vô sinh nên chúng được nhân giống sinh dưỡng (nhân bản). Chúng được phân loại thành các nhóm theo hệ thống dựa trên bộ gen được Ernest Cheesman, Norman Simmonds và Ken Shepherd giới thiệu. Hệ thống này cho biết mức độ di truyền từ hai loài bố mẹ hoang dã và số lượng nhiễm sắc thể (mức bội thể). Các giống có nguồn gốc từ Musa acuminata có nhiều khả năng được sử dụng làm chuối tráng miệng, tức là ăn tươi trực tiếp, trong khi những giống có nguồn gốc từ Musa balbisiana và các giống lai của cả hai thường là chuối nấu ăn.

## Phân loại giống cây trồng
Cây chuối ban đầu được Linnaeus phân thành hai loài mà ông gọi là Musa paradisiaca – những loài dùng làm chuối nấu ăn và M. sapientum – những loài dùng làm chuối tráng miệng. Trung tâm của tính đa dạng của chuối trồng trọt chủ yếu là Đông Nam Á. Việc khám phá thực vật ở khu vực này đã dẫn đến nhiều loài được đặt danh pháp hơn, cùng với các phân loài và giống. Tuy nhiên, cách tiếp cận này tỏ ra không đủ để giải quyết số lượng lớn các giống cây trồng đã được khám phá và nhiều danh pháp sau đó được chứng minh là danh pháp đồng nghĩa. Hơn nữa, người ta phát hiện ra rằng hầu hết chuối được trồng thực tế là giống lai giữa hai loài hoang dã, M. acuminata và M. balbisiana. Cả hai đều được nhà thực vật học người Ý Luigi Aloysius Colla mô tả lần đầu tiên vào năm 1820. Hai "loài" của Linnaeus đều là giống cây lai ghép từ hai loài này, hiện được đặt là M.×paradisiaca.  Không giống như loài chuối hoang dã có hạt, chuối trồng trọt hầu như không có hạt và do đó vô sinh nên chúng phải được nhân giống bằng phương pháp sinh dưỡng.
Năm 1955, các nhà nghiên cứu Norman Simmonds và Ken Shepherd đề xuất bỏ danh pháp thực vật truyền thống dựa trên tiếng Latin cho chuối trồng.  Cách tiếp cận này báo trước Mã hiệu Danh pháp Quốc tế cho Thực vật Trồng trọt, ngoài cách sử dụng danh pháp Latin dựa trên Mã hiệu Danh pháp Quốc tế cho tảo, nấm và thực vật, đặt danh pháp giống cây bằng ngôn ngữ hiện đang được sử dụng, kèm theo trong dấu ngoặc đơn và tổ chức chúng thành các "nhóm cây trồng", cũng không có danh pháp Latin.
Các giống chuối có nguồn gốc từ M. acuminata và M. balbisiana có thể được phân loại thành các nhóm cây trồng bằng hai tiêu chí. Đầu tiên là số lượng nhiễm sắc thể: cây lưỡng bội, tam bội hay tứ bội. Thứ hai là mối quan hệ với hai loài tổ tiên, có thể được xác định bằng phân tích di truyền hoặc bằng hệ thống tính điểm do Simmonds và Shepherd đặt ra. Một giống cây trồng được chấm điểm dựa trên 15 đặc tính, được chọn vì chúng khác nhau giữa hai loài. Mỗi đặc tính được cho điểm từ một đến năm tùy theo liệu nó có phải là điển hình của M. acuminata hoặc của M. babisiana hoặc ở giữa. Do đó, tổng số điểm cho một giống cây sẽ dao động từ 15 nếu tất cả các đặc tính trùng khớp với M. acuminata đến 75 nếu tất cả các đặc tính trùng khớp với M. balbisiana . Điểm trung bình chỉ ra tổ tiên hỗn hợp: ví dụ, đối với thể lưỡng bội có sự đóng góp di truyền bằng nhau từ cả hai loài, số điểm sẽ là 45.
Các nhóm sau đó được đặt tên bằng cách sử dụng sự kết hợp của hai chữ cái "A" và "B". Số lượng chữ thể hiện mức bội thể; tỷ lệ A và B là sự đóng góp của loài tổ tiên. Ví dụ, Nhóm AAB bao gồm các giống tam bội có nhiều di truyền hơn từ M. acuminata hơn M. balbisiana. Điểm đặc tính là khoảng 35 đối với các thành viên của nhóm này. Trong phạm vi các nhóm, các giống cây trồng có thể được chia thành các phân nhóm và sau đó được đặt danh pháp giống cây trồng, ví dụ Nhóm Musa AAA (Phân nhóm Cavendish) 'Robusta'.
| Đặc tính                  | M. acuminata                                                          | M. balbisiana                                    |
| ------------------------- | --------------------------------------------------------------------- | ------------------------------------------------ |
| Màu sắc của thân giả      | Đốm đen hoặc nâu xám                                                  | Không dấu vết hoặc dấu vết nhẹ                   |
| Rãnh cuống lá             | Mép thẳng, với lá dưới có sẹo, không tựa vào cuống giả                | Mép kín, không có lá, tựa vào thân giả           |
| Cuống thân                | Lông mịn bao phủ                                                      | Trơn láng                                        |
| Cuống nhỏ                 | Ngắn                                                                  | Dài                                              |
| Hoa cái                   | Hai hàng đều đặn trong khoang                                         | Bốn hàng không đều trong khoang                  |
| Gấp khúc của lá bắc       | Cao (< 0,28)                                                          | Ngắn (> 0,30)                                    |
| Chỗ cong của lá bắc       | Lá bắc quấn phía sau lỗ mở                                            | Lá bắc nâng lên mà không uốn cong phía sau lỗ mở |
| Hình dạng của lá bắc      | Hình mũi thương hoặc quả trứng, thuôn nhọn rõ rệt sau khi uốn cong    | Hình trứng rộng                                  |
| Đỉnh của lá bắc           | Nhọn                                                                  | Tù                                               |
| Màu sắc của lá bắc        | Bên ngoài có màu đỏ sẫm hoặc vàng, bên trong có màu tím đục hoặc vàng | Bên ngoài màu nâu tím, bên trong màu đỏ thẫm     |
| Sự đổi màu                | Mặt trong của lá bắc sáng hơn về phía gốc                             | Mặt trong của lá bắc đồng đều                    |
| Vết rạch của lá bắc       | Nổi bật                                                               | Không nổi bật                                    |
| Cánh đài lỏng của hoa đực | Gấp nếp dưới đỉnh                                                     | Hiếm khi gấp nếp                                 |
| Màu sắc hoa đực           | Trắng hoặc kem                                                        | Hồng                                             |
| Màu sắc của dấu vết       | Cam hoặc vàng sáng                                                    | Kem, vàng hoặc hồng nhạt                         |

Trong thực tế, hệ thống tính điểm và cách phân nhóm liên phức tạp hơn hệ thống đặt tên của Simmonds và Shepherd. Ví dụ, một thành viên của Nhóm AAB phải có số điểm khoảng 1/3 giữa M. acuminata và M. balbisiana (tức là khoảng 35) nếu 1/3 nhiễm sắc thể của nó đến từ M. balbisiana . Tuy nhiên, các giống 'Silk' và 'Pome', cả hai đều được xếp vào Nhóm AAB, lần lượt đạt điểm 26 và 46. Giống 'Pelipita' được xếp vào nhóm ABB, do đó phải có 11 trong số 33 nhiễm sắc thể có nguồn gốc từ M. acuminata . Tuy nhiên, một kỹ thuật gọi là "lai tạo gen nội vi" (GISH) cho  biết thực tế chỉ có 8 nhiễm sắc thể có nguồn gốc này. Các dòng bằng chứng khác cho biết cấu trúc bộ gen phức tạp hơn hiện diện ở các giống chuối khác, vì vậy danh pháp nhóm không nên được hiểu theo mệnh giá.

## Giống cây trồng
Tổng số giống chuối và chuối nấu ăn được ước tính là từ khoảng 300 đến hơn 1000. Những cái tên rất dễ bị nhầm lẫn, ngay cả trong một quốc gia. Nhiều tên phổ biến không đề cập đến một giống hoặc một dòng vô tính nào; ví dụ: 'Lady's Finger' hoặc 'Lady Finger' đã được sử dụng làm tên cho các thành viên của các nhóm gen khác nhau, bao gồm AA và AAB. Nhiều tên gọi khác là đồng nghĩa của các giống cây trồng ở cùng hoặc khác quốc gia. Những nỗ lực đã được thực hiện để tạo ra danh sách các đồng nghĩa. Năm 2000, Valmayor và cộng sự đã liệt kê tên địa phương tương đương cho 68 giống cây trồng ở năm quốc gia Đông Nam Á (Philippines, Malaysia, Indonesia, Thái Lan và Việt Nam), cùng với tên được sử dụng quốc tế của chúng. Họ xem 81 giống cây trồng khác là duy nhất cho một quốc gia. Năm 2007, Ploetz và cộng sự đã liệt kê nhiều tên giống cây và đồng nghĩa hơn, tập trung vào những loại được trồng ở các đảo Thái Bình Dương, nhưng bao gồm một số loại được trồng ở các khu vực như Ấn Độ, châu Phi và Nam Mỹ. Ví dụ, đối với giống cây được trồng rộng rãi 'Dwarf Cavendish', họ đã đưa ra 58 đồng nghĩa từ 29 quốc gia hoặc khu vực địa lý. ProMusa đã tạo ra một danh sách kiểm tra tên giống chuối dựa trên tài liệu có sẵn.
Một sự phát triển gần đây là việc sử dụng "dòng vô tính soma" trong trồng chuối. Vi nhân giống bao gồm việc trồng cây từ một lượng rất nhỏ mô nguồn, đôi khi thậm chí là một tế bào đơn lẻ, trong điều kiện vô trùng bằng cách sử dụng các kỹ thuật nhân tạo để kích thích sự phát triển từ hệ thống hỗ trợ ty thể. Mục đích của vi nhân giống thường là tạo ra một số lượng lớn cây con giống hệt nhau về mặt di truyền theo cách của Shannon và cộng sự. Tuy nhiên, tạo ra các đột biến bằng nhiều cách khác nhau, có thể tạo ra các cây có sự khác biệt đôi chút so với cây "bố mẹ" và khác hoàn toàn ("biến dị soma"). Bằng cách trồng trên các dòng vô tính soma này và chọn lọc những cây có đặc tính mong muốn, các giống cây mới có thể được tạo ra rất giống với cây trồng hiện có nhưng khác nhau ở một hoặc hai đặc điểm, chẳng hạn như khả năng kháng bệnh. Dòng vô tính soma chỉ có thể được phân biệt bằng phân tích di truyền.

### ĐoạnMusa
Musa × paradisiaca là danh pháp của các giống lai giữa Musa acuminata (A) và Musa balbisiana (B), cả hai đều thuộc chi Musa đoạn Musa .

#### Nhóm AA
Thể lưỡng bội của Musa acuminata, cả cây chuối dại và giống chuối trồng
- Chuối Chingan
- Chuối Lacatan
- Chuối Lady Finger (chuối đường)
- Pisang jari buaya (chuối ngón tay cá sấu)
- Chuối Señorita (Monkoy, chuối Arnibal, Cuarenta dias, Cariñosa, Pisang Empat Puluh Hari, Pisang Lampung)[11]
- Chuối Sinwobogi
- Pisang Lilin[12]
- Pisang Muli[12]
- Pisang Kapas[12]

#### Nhóm AAA
Thể tam bội của Musa acuminata, cả cây chuối dại và giống chuối trồng
- Phân nhóm Cavendish
  - 'Cavendish lùn' (chuối tiêu lùn)
  - 'Cavendish lớn' ('Williams')
    - Formosana (GCTCV-218), một biến thể có khả năng kháng bệnh héo Fusarium TR4

  - ' Grand Nain ' ('Chiquita')
  - 'Masak Hijau'
  - 'Robusta'
- Azman [13] (trồng ở Thổ Nhĩ Kỳ)
- 'Dacca đỏ'
- Chuối lùn đỏ
- Flohorban 920
- Chuối Gros Michel
- Chuối Cao nguyên Đông Phi (phân nhóm AAA-EA)
- Pisang Susu ('Kluai Nam Nom')[12]
- Pisang Ampyang[12]
- Pisang Palembang[12]

#### Nhóm AAAA
Thể tứ bội của Musa acuminata, cả chuối dại và chuối trồng trọt
- Chuối Bodles Altafort
- Chuối Golden Beauty

#### Nhóm AAAB
Các giống tứ bội của Musa × paradisiaca
- Chuối Atan
- Chuối Goldfinger

#### Nhóm AAB
Các giống tam bội của Musa × paradisiaca. Nhóm này chứa phân nhóm Plantain, bao gồm chuối nấu ăn "thật sự" hoặc chuối nấu ăn châu Phi. Trung tâm đa dạng của Nhóm AAB là Trung và Tây Phi, nơi số lượng lớn các giống cây trồng đã được thuần hóa sau sự du nhập của chuối nấu ăn tổ tiên từ châu Á, có thể là 2000–3000 năm trước.
Các phân nhóm Iholena và Maoli-Popo'ulu được gọi là chuối nấu ăn Thái Bình Dương.
- Phân nhóm Iholena – phân nhóm chuối nấu ăn được thuần hóa ở khu vực Thái Bình Dương[15]
- Phân nhóm Maoli-Popo'ulu – phân nhóm chuối nấu ăn được thuần hóa ở khu vực Thái Bình Dương[15]
  - Chuối Maqueño
  - Chuối Popoulu
- Phân nhóm Mysore – chuối nấu ăn và tráng miệng[16]
  - Chuối Mysore
- Phân nhóm Pisang Raja
  - Chuối Pisang Raja
- Phân nhóm Plantain[14]
  - Chuối nấu ăn Pháp
  - Chuối nấu ăn
  - Chuối Pháp xanh
  - Chuối sừng và chuối sừng tê giác
  - Chuối Nendran
  - Chuối Pháp hồng
  - Chuối hổ
- Phân nhóm Pome
  - Chuối Pome
  - Chuối Prata-anã (chuối lùn Brazil, Prata lùn)
- Phân nhóm Silk
  - Chuối Latundan (chuối lụa, chuối táo, Pisang Raja Sereh)
- Số khác
  - Chuối Pisang Seribu[12]
  - Chuối Plu

#### Nhóm AABB
Các giống tứ bội của Musa × paradisiaca
- Chuối Kalamagol

#### Nhóm AB
Các giống lưỡng bội của Musa × paradisiaca
- Chuối Ney Poovan

#### Nhóm ABB
Các giống tam bội của Musa × paradisiaca
- Chuối Blue Java (Chuối kem lạnh, Ney mannan, chuối tro, Pata hina, Dukuru, Vata)
- Phân nhóm Bluggoe

- Chuối Bluggoe (còn được gọi là orinoco và "burro")
- Chuối Bluggoe bạc

- Chuối Pelipita (Pelipia, Pilipia)
- Phân nhóm Saba

- Chuối Saba (Cardaba, Dippig)
- Chuối Cardaba
- Chuối Benedetta

- Chuối xiêm (chuối Ducasse)

#### Nhóm ABBB
Các giống tứ bội của Musa × paradisiaca
- Chuối Tiparot

#### Nhóm BB
Musa balbisiana lưỡng bội, chuối hoang dã

### ĐoạnCallimusa
Các giống của Musa lolodensis, Musa maclayi và Musaeekelii thuộc chi Musa đoạn Callimusa.
- Chuối Fe'i